# Goodenia tenella
Goodenia tenella är en tvåhjärtbladig växtart som beskrevs av Robert Brown. Goodenia tenella ingår i släktet Goodenia och familjen Goodeniaceae. Inga underarter finns listade i Catalogue of Life.